# Нитрид лития
Нитри́д ли́тия — соединение щелочного металла лития и азота, зеленовато-чёрные или тёмно-красные кристаллы.
Единственный устойчивый нитрид щелочных металлов.
Применяется в пиротехнике.

## Получение
Синтезом из элементов — при комнатной температуре влажный азот медленно взаимодействует с литием, увеличение температуры и давления ускоряет реакцию:
{\displaystyle {\ce {6Li + N2 ->[{\ce {300^{o}C}}] 2Li3N.}}}
Взаимодействием гидрида лития с азотом:
{\displaystyle {\ce {3 LiH + N2 ->[{\ce {500^{o}C}}] Li3N + NH3.}}}
При хранении металлического лития в воздушной атмосфере при нормальных условиях наряду с карбонатом лития и гидроксидом лития в поверхностной плёнке образуется также нитрид лития.

## Физические свойства

Кристаллическая структура нитрида лития

Нитрид лития образует в зависимости от отклонения от стехиометрического состава зеленовато-чёрные или тёмно-красные кристаллы.
Нитрид лития эндотермическое соединение, энтальпия его образования из элементов −207  кДж/моль.
В нормальных условиях устойчива кристаллическая структура гексагональной сингонии, называемая {\displaystyle {\ce {\alpha-Li3N}}}, имеющая пространственная группу P 6/mmm, параметры кристаллической ячейки a = 0,3655 нм, c = 0,3876, Z = 1.
При давлении свыше 4200 бар (4 100 атм) {\displaystyle {\ce {\alpha-Li3N}}} переходит в {\displaystyle {\ce {\beta-Li3N}}}, имеющий структуру арсенида натрия ({\displaystyle {\ce {Na3As}}}). При повышении давления свыше 360 кбар {\displaystyle {\ce {\beta-Li3N}}} переходит в {\displaystyle {\ce {\gamma-Li3N}}} со структурой типа {\displaystyle {\ce {Li3Bi}}}.
В кристалле {\displaystyle {\ce {\alpha-Li3N}}} атомы лития образуют гексагональную графитоподобную кристаллическую структуру, в одной из кристаллических плоскостей каждый атом азота окружён шестью атомами лития. Два дополнительных атома лития расположены в других соседних плоскостях над и под атомом азота и каждый атом азота в результате оказывается окружённым восемью атомами лития, расположенных в вершинах гексагональной бипирамиды.
Нитрид лития является твёрдым электролитом — обладает ионной электропроводимостью по ионам {\displaystyle {\ce {Li+}}} с удельной проводимостью 2·10−4 1/(Ом·см) и энергией активации освобождения ионов лития из узлов кристаллической решётки 0,26 эВ (~24 кДж/моль). Допирование кристалла водородом увеличивает проводимость, в то время как легирование ионами металлов (Al, Cu, Mg) уменьшает его. Установлено, что энергия активации межкристаллического переноса ионов лития выше чем внутрикристаллическая (~68,5 кДж/моль).
{\displaystyle {\ce {\alpha-Li3N}}} является полупроводником с шириной запрещённой зоны ~2,1 эВ.
Нитрид лития изучался как вещество для компактного хранения газообразного водорода, абсорбция и десорбция водорода обратимы и происходят при сравнительно низкой температуре ~270 °C. В опытах было достигнуто поглощение водорода веществом до 11,5 % по массе.

## Химические свойства
Реакция образования нитрида лития обратима и при повышении температуры в вакууме идёт процесс разложения на элементы:
{\displaystyle {\ce {2Li3N ->[{\ce {400^{o}C}}] 6Li + N2.}}}
Нитрид лития энергично взаимодействует с водой с образованием гидроксида лития и аммиака:
{\displaystyle {\ce {Li3N + 3H2O ->3LiOH + NH3.}}}
Нитрид лития при повышенной температуре взаимодействует с водородом с образованием гидрида лития и аммиака:
{\displaystyle {\ce {Li3N + 3H2 -> 3LiH + NH3.}}}
При взаимодействии нитрида лития с водородом при 300 °C и повышенном давлении (более 0,5 МПа) образуется смесь гидрида лития и амида лития:
{\displaystyle {\ce {Li3N\ {+}\ 2H2->[{\ce {300^{o}C}},\ \ 0,5\ {\ce {MPa}}]LiNH2\ {+}\ 2LiH.}}}
Разлагается кислотами с образованием соответствующих кислоте солей лития и аммония:
{\displaystyle {\ce {Li3N + 4HCl -> 3LiCl + NH4Cl.}}}
Известно также много смешанных нитридов лития, некоторые из них: {\displaystyle {\ce {LiMgN,\ LiZnN,\ Li3AlN2,\ Li5SiN3,\ Li5TiN3,\ Li5GeN3.}}}
Расплавленный нитрид лития агрессивен по отношению ко многим металлам (Fe, Cu, Ni, Pt и др.).

## Применение
- Нитрид лития иногда используется как компонент при изготовлении пиротехнических смесей.
- Возможно применение вещества для компактного хранения водорода.